# Порнографічне натхнення

Зображення, на якому показано багато різних висловлювань, які люди можуть сказати про людину з обмеженими можливостями, щоб показати, наскільки вона «надихає».

Порнографічне натхнення (англ. Inspiration porn) — це зображення людей з обмеженими можливостями (або іншими незвичними життєвими обставинами) як натхнення для здорових людей (або іншої загальної референтної групи) на основі їхніх життєвих обставин. Термін «порнографічне натхнення» є аналогією з порнографією, оскільки матеріал сприймається як об'єктивація людей з обмеженими можливостями на користь або задоволення здорових. Порнографічне натхнення є формою ейблізму. Прикладом порнографічного натхнення може бути фотографія дитини з обмеженими можливостями, яка бере участь у звичайній діяльності, із підписами, націленими на здорових людей, наприклад «ваше виправдання безглузде», «перш ніж здатися, спробуйте» або «вони не дозволили своїй інвалідності зупинити їх».

## Походження
Термін був введений у 2012 році активісткою за права людей з обмеженими можливостями Стеллою Янг у редакційній статті веб-журналу Австралійської телерадіомовної корпорації Ramp Up і детальніше досліджений у її виступі на TEDx . Про свої рішення щодо назви порнографічного натхнення Янг заявила: «Я використовую термін „порно“ свідомо через об'єктивізацію однієї групи людей на користь іншої групи людей». Вона відкинула ідею про те, що звичайна діяльність людей з обмеженими можливостями повинна вважатися надзвичайною через їх інвалідність.

## Критика
Критика порнографічного натхнення включає в себе те, що це «інші» люди з обмеженими можливостями, що воно зображує інвалідність як тягар (на відміну від зосередження на соціальних перешкодах, з якими стикаються люди з обмеженими можливостями), і що зведення людей з обмеженими можливостями до натхнення дегуманізує їх і робить їх винятковими прикладами. Саме порнографічне натхнення підсилює стереотипи, створені суспільством для людей з обмеженими можливостями, що вони нездатні та менш компетентні, ніж ті, хто не має інвалідності. Після перегляду реклами 2016 року під назвою «Ми надлюди» з літніх Паралімпійських ігор у Ріо-де-Жанейро, яка показувала різноманітних людей з обмеженими можливостями, які виконували завдання у сфері легкої атлетики, музики, домашнього господарства тощо разом із повторюваним повідомленням «Так, я можу», відповідна група глядачів-інвалідів вважала, що це загалом експлуатує людей з обмеженими можливостями заради задоволення та комфорту людей без інвалідності.

## У масовій культурі
Телевізійне шоу Speechless 2016 року дослідило цю концепцію в епізоді, де порнографічне натхнення пояснюється як «зображення людей з обмеженими можливостями як одновимірних святих, які існують лише для того, щоб зігрівати серця та відкривати розум здорових людей».
Телевізійне шоу Loudermilk, сезон 3, серія 7 «Вітер під моїми крилами» досліджує проблему, оскільки звичайний персонаж «Роджер» у виконанні Мета Фрейзера, який страждає на Синдром фокомелии, спричинену талідомідом, бореться з отриманням нагороди, яку він отримує за просте існування (і, можливо, для гри на барабанах) зі своєю інвалідністю.
У фільмі «Диво» 2017 року головного героя Оггі, дитину з обмеженими можливостями, переводять до державної школи. У центрі фільму Оггі «діє як одноосібна кампанія проти булінгу — навчає своїх однокласників, членів родини та глядачів прийнятності» протягом усього його навчання. Теми фільму в поєднанні з тим, що дитина-актор не є інвалідом, змусили багатьох стверджувати, що такі фільми, як «Диво», формують інвалідність як цінну лише тоді, коли задовольняють емоційні потреби та умови інших спільнот.
Хоча цей термін було введено нещодавно, порнографічне натхнення в популярній культурі сягає багатьох століть. За словами письменниці Ніколь Маркотич, у "Різдвяній пісні " Чарльза Діккенса (1843) використовується персонаж Крихітний Тім, щоб проілюструвати, як «інвалідність сама по собі перетворює звичайних людей на благородних і гідних людей».
Гіларі Г'юз з Entertainment Weekly розкритикувала альбом для фільму «Музика» 2021 року, написавши, що лірична тема «мотиваційної мови» «небезпечно близька до порнографічного натхнення».